# Know Nothing

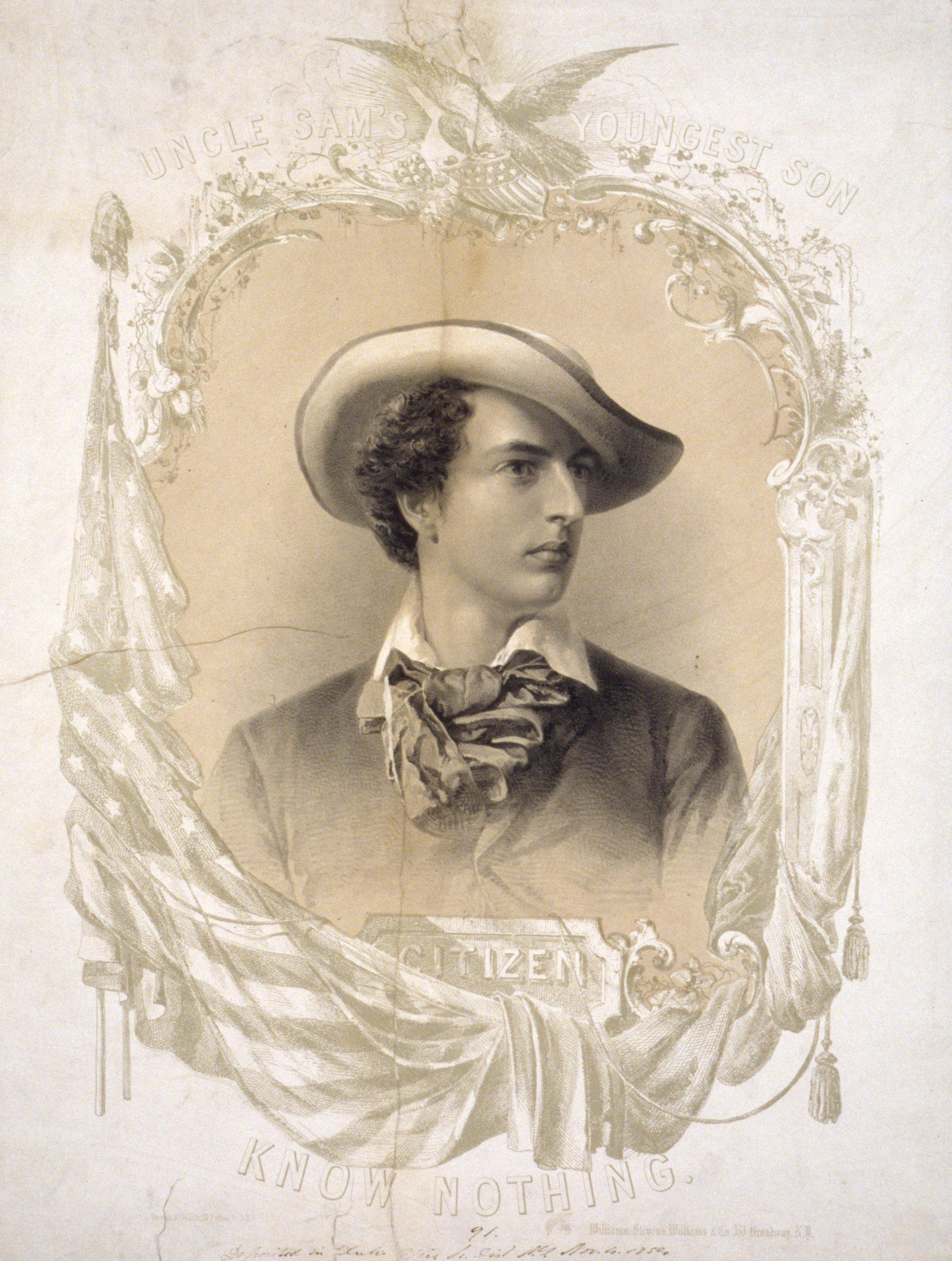
Imagem de um ideal: o "Cidadão Know Nothing", "filho mais novo do Tio Sam", 1854.

O movimento Know Nothing ("Sabe Nada") foi um movimento político nativista estadunidense da década de 1850. Começou como uma reação popular ao medo de que as grandes cidades estivessem sendo inundadas por imigrantes católicos irlandeses a quem consideravam hostis aos valores americanos e controlados pelo Papa em Roma. Foi um movimento de vida curta, que se manteve ativo basicamente entre 1854–56; exigia reformas, mas poucas foram aprovadas. Havia poucos líderes proeminentes, e os membros, a maioria protestantes de classe média, aparentemente foram logo absorvidos pelo Partido Republicano no norte do país.
O movimento originou-se em Nova York em 1843, quando foi denominado American Republican Party. Espalhou-se por outros estados sob o nome de Native American Party e tornou-se um partido nacional em 1845. Em 1855, foi rebatizado como American Party. A origem da expressão "Know Nothing" era a organização semi-secreta do partido. Quando um membro era inquirido sobre suas a(c)tividades, ele supostamente respondia, "I know nothing" ("não sei de nada").

## Representações na ficção
O American Party foi representado no filme de 2002 Gangs of New York, estrelado por Daniel Day Lewis como William Cutting, aliás "Bill The Butcher", a versão cinematográfica do autêntico líder dos Know-Nothing, William Poole. Os Know Nothings também tiveram um papel de destaque no romance histórico Shaman, de Noah Gordon.